# Acantiza argentada
L'acantiza argentada (Acanthiza cinerea) és una espècie d'ocell de la família dels acantízids (Acanthizidae) que habita els boscos de les muntanyes de Nova Guinea, des de le muntanyes Arfak, cap al sud.

## Taxonomia
Ha estat ubicada al gènere Gerygone, però avui és classificada a Acanthiza i es considera germana de l'acantiza daurada (Acanthiza nana).